# Amelie Woelki
Amelie Gina Woelki (* 9. September 2002 in Filderstadt) ist eine deutsche Fußballspielerin. Seit dem 1. Juli 2023 ist sie Vertragsspielerin des Hamburger SV.

## Karriere

### Vereine
Woelki begann beim FV 09 Nürtingen im Landkreis Esslingen mit dem Fußballspielen. Anschließend kam sie in der Saison 2016/17 für die B-Jugendmannschaft des VfL Sindelfingen in der Staffel Süd der B-Juniorinnen-Bundesliga in nur zwei Punktspielen zum Einsatz, bevor sie in die B-Jugendmannschaft des SC Freiburg wechselte. Von 2017 bis 2019 bestritt sie für den Staffelkonkurrenten 33 Punktspiele, in denen ihr zwei Tore gelangen. Als zweimaliger Staffelsieger nahm sie mit der Mannschaft jeweils an der Endrunde um die Deutsche B-Juniorinnen-Meisterschaft teil. Beim ersten Mal scheiterte sie mit ihrer Mannschaft im Halbfinale am VfL Wolfsburg, der das Hin- und Rückspiel jeweils mit 1:0 gewann, beim zweiten Mal unterlag sie eben jener Mannschaft mit 1:3 erneut – und im Finale.
Zur Saison 2019/20 wurde sie vom 1. FFC Turbine Potsdam verpflichtet, deren zweite Mannschaft sie bis Saisonende 2021/22 zunächst in der eingleisigen, danach in der Staffel Nord der 2. Bundesliga angehörte und zuletzt in der drittklassigen Regionalliga Nordost. In dieser Zeit bestritt sie insgesamt 30 Punktspiele, in denen sie acht Tore erzielte.
In der Saison 2022/23 kam sie für die erste Mannschaft zu ihrem Bundesligadebüt. Bei der 0:2-Niederlage am 21. Oktober 2022 (5. Spieltag) im Auswärtsspiel gegen den SV Meppen bestritt sie mit Einwechslung für Mai Kyōkawa in der 84. Minute ihre einzigen sechs Minuten in dieser Spielklasse.
Zur Saison 2023/24 wurde sie gemeinsam mit Jana Braun und Pauline Machtens vom Zweitligisten Hamburger SV verpflichtet. Zum Saisonauftakt am 19. August 2023 kam sie bereits als Einwechselspielerin in der 57. Minute, beim 2:2-Unentschieden im Heimspiel gegen den Aufsteiger Borussia Mönchengladbach, zum Einsatz. In der Saison 2024/25 stieg sie mit dem HSV als Tabellendritter in die Bundesliga auf und erreichte das Halbfinale des DFB-Pokals.

### Auswahl-/Nationalmannschaft
Woelki kam als Spielerin der Auswahlmannschaft der Altersklassen U14 (2015 und 2016) und U16 (2017) des Württembergischen Fußballverbandes in insgesamt zehn, als Spielerin der Auswahlmannschaft der Altersklassen U16 und U18 (jeweils 2018) des Südbadischen Fußballverbandes in insgesamt acht und als Spielerin der Auswahlmannschaft der Altersklasse U18 (2019) des Fußball-Landesverbandes Brandenburg in vier Turnierspielen des Wettbewerbs um den DFB-Länderpokal an der Sportschule Wedau in Duisburg zum Einsatz. Ihr erstes Turnier im Jahr 2015 gewann sie mit ihrer Auswahlmannschaft noch als Vereinsspielerin des FV 09 Nürtingen.
Woelki kam im Spieljahr 2018 in vier Länderspielen für die U16- und ein Länderspiel für die U17-Nationalmannschaft zum Einsatz. Ihr Debüt als Nationalspielerin gab sie am 2. Juli 2018 im ersten Spiel des Turniers um den Nordic-Cup beim torlosen Remis gegen die U16-Nationalmannschaft Englands in Hamar. Im Abstand von jeweils zwei Tagen kam sie in drei weiteren Turnierspielen zum Einsatz, von denen zwei gewonnen und eins verloren wurde. Für die U17-Nationalmannschaft bestritt sie einzig das am 28. August in Wangen im Allgäu mit 4:0 in Freundschaft gewonnene Länderspiel gegen die Schweizer U17-Nationalmannschaft.

## Erfolge
- Dritter Platz 2. Bundesliga 2025 und Aufstieg in die Bundesliga
- Finalistin Deutsche B-Juniorinnen-Meisterschaft 2019
- U14-DFB-Länderpokal-Siegerin 2015